# Stapedectomie
Een stapedectomie is een chirurgische ingreep in het oor, die wordt uitgevoerd door een KNO-arts. Hij verwijdert de stapes (stijgbeugel) en vervangt de bovenbouw door een kunststofprothese. De ingreep wordt uitgevoerd wanneer een patiënt lijdt aan otosclerose.
1. Dicht bij het trommelvlies wordt een insnijding gemaakt in de gehoorgang.
2. Het trommelvlies wordt opgetild. Met een microscoop kan de kno-arts alle structuren grondig bestuderen.
3. De arts opent het middenoor. Om de diagnose van otosclerose te bevestigen wordt de beweeglijkheid van de gehoorbeentjes gecontroleerd. Wanneer de stapes niet beweegt als er druk op uitgeoefend wordt, is dat zeker.
4. De aangezichtszenuw die zich vlak boven de stapes bevindt wordt opzij geschoven om haar niet te beschadigen.
5. De voet van de stijgbeugel wordt met behulp van een laser losgemaakt, waardoor het aambeeld en de hamer weer vrijkomen.
6. Om te verzekeren dat de stapes van het ovale venster wordt verwijderd wordt de voet verder weggelaserd.